# الکساندر کرایچف
الکساندر کرایچف (بلغاری: Александър Крайчев؛ زادهٔ ۲۸ اکتبر ۱۹۵۱) وزنه‌بردار اهل بلغارستان بود.
وی در مسابقات کشوری و بین‌المللی در مجموع برندهٔ ۱ مدال نقره شده‌است.